# (153201) 2000 WO107
(153201) 2000 WO107 es un asteroide de menos de un kilómetro, clasificado como objeto cercano a la Tierra y asteroide potencialmente peligroso del grupo Atón con una órbita muy bien determinada. Fue descubierto el 29 de noviembre de 2000 por astrónomos del Lincoln Near-Earth Asteroid Research (LINEAR) en el Sitio de Pruebas Experimentales del Laboratorio Lincoln cerca de Socorro, Nuevo México, en los Estados Unidos. Es un sistema binario de contacto.

## Órbita
La órbita de este asteroide potencialmente peligroso ha sido bien establecida tras 20 años de observaciones. Orbita desde el interior de la órbita de Mercurio hasta la órbita de Marte. Se acerca a todos los planetas interiores.

### 2020
El asteroide alcanzó el perihelio el 13 de octubre de 2020, cuando pasó cerca del Sol a una velocidad de 88 kilómetros por segundo (320,000 kilómetros por hora). El asteroide no se encontraba a más de 60° del Sol hasta el 26 de noviembre de 2020 y fue observado por el radar Goldstone el 27 de noviembre de 2020. El 29 de noviembre de 2020, el asteroide pasó a 0.02876 UA (4,302 millones de km; 11.19 DL) de la Tierra. Incluso la solución de órbita de 2018 tenía una precisión conocida de aproximadamente ±150 km para la aproximación cercana. Con las observaciones de radar, la distancia de aproximación cercana se conoce con una precisión de aproximadamente ±5 km.

### 2140
Este asteroide pasará a 0.00162 UA (242,000 km; 0.63 DL) de la Tierra el 1 de diciembre de 2140. La distancia de aproximación máxima en 2140 se conoce con una precisión de aproximadamente ±1000 km. A modo de comparación, la distancia a la Luna es de aproximadamente 0.0026 UA (384,400 km). La invariante de Tisserand de Júpiter, utilizado para distinguir diferentes tipos de órbitas, es 6.228.

## Características físicas
En la clasificación SMASS, el tipo espectral del objeto es el de tipo X. Según el estudio espacial de la misión NEOWISE de la NASA, el asteroide mide 510 metros de diámetro y su superficie tiene un albedo de 0.129.

## Numeración
Este asteroide fue numerado por el Minor Planet Center el 2 de abril de 2007. Hasta 2018, no ha sido nombrado.